# Ерік Ульфстедт
Ерік Ульфстедт (фін. Erik Ulfstedt; нар. 4 червня 1948, Ювяскюля, Західна Фінляндія, Фінляндія) — фінський дипломат. Перший посол Фінляндії в Україні після відновлення незалежності у 1993—1996 роках, за сумісництвом — посол у Молдові.

## Біографія
- З 1970 року на дипломатичній службі в Міністерстві закордонних справ Фінляндії.
- У 1988—1991 роках був директором відділу Радянського Союзу в МЗС Фінляндії.
- У 1993—1996 роках Надзвичайний і Повноважний Посол Фінляндії в Україні та в Молдові за сумісництвом.
- З 1996 року працював на посаді міністра у фінському посольстві в Лондоні, а також у фінських місіях в Копенгагені, Парижі, Москві, Сан-Франциско і Лос-Анджелесі.
- З 2000 по 2002 рік працював директором в Секретаріаті Енергетичної хартії у Брюсселі.
- Служив радником у Групі із співпраці з сусідніми регіонами Департаменту Росії, Східної Європи та Центральної Азії МЗС Фінляндії, відповідав за ядерну безпеку та енергетичні питання, пов'язані з Україною.
- З 1 вересня 2007 року — Надзвичайний і Повноважний Посол Фінляндії в Нігерії.
- З 2010 року — офіційний представник МЗС Фінляндії з питань енергетики.